# Pedaliodes porima
Pedaliodes porima är en fjärilsart som beskrevs av Grose-smith 1894. Pedaliodes porima ingår i släktet Pedaliodes och familjen praktfjärilar. Inga underarter finns listade i Catalogue of Life.